# Pilosella macranthela
Pilosella macranthela — вид квіткових рослин з родини айстрових (Asteraceae). Вид зростає в Європі: Норвегія, Швеція, Фінляндія, Німеччина, Польща, Чехія, Естонія, Росія, Сибір; це багаторічна рослина помірних біомів.